# Lökskär (Mariehamn, Åland)
Lökskär är en ö i Åland (Finland). Den ligger i Skärgårdshavet och i kommunen Mariehamn i landskapet Åland, i den sydvästra delen av landet. Ön ligger nära Mariehamn och omkring 280 kilometer väster om Helsingfors.
Öns area är 4,4 hektar och dess största längd är 400 meter i nord-sydlig riktning.
Ön kallas ibland Lilla Lökskär. Lökskär är ett lågt, för vind utsatt litet fågelskär med krypande enar och martallar. Vassviken och sundet i väst utgör en skyddad häckningsplats för många sjöfåglar.